# Bel-szarrani
Bel-szarrani (akad. Bēl-šarrāni, w transliteracji z pisma klinowego zapisywane zazwyczaj mEN-MAN-a-ni i mEN-MAN-an-ni; tłum. „Pan jest naszym królem”) – wysoki dostojnik za rządów asyryjskiego króla Sennacheryba (704-681 p.n.e.), noszący tytuł gubernatora prowincji Kurbail; według asyryjskich list i kronik eponimów w 699 r. p.n.e. sprawował urząd limmu (eponima). Jego imieniem jako eponima datowane są teksty z Niniwy, Kalhu i Aszur.